# Stockholmi palota
A Stockholmi palota (svédül: Stockholms slott) a svéd király hivatalos lakhelye. A király személyes és a királyi udvar adminisztratív irodái ebben a palotában vannak. A királyi család magánrezidenciája a Drottningholm palotában van. A palota az óvárosi Stadsholmen szigeten áll, a Helgeandsholmen szigeten álló parlament épülete mellett.

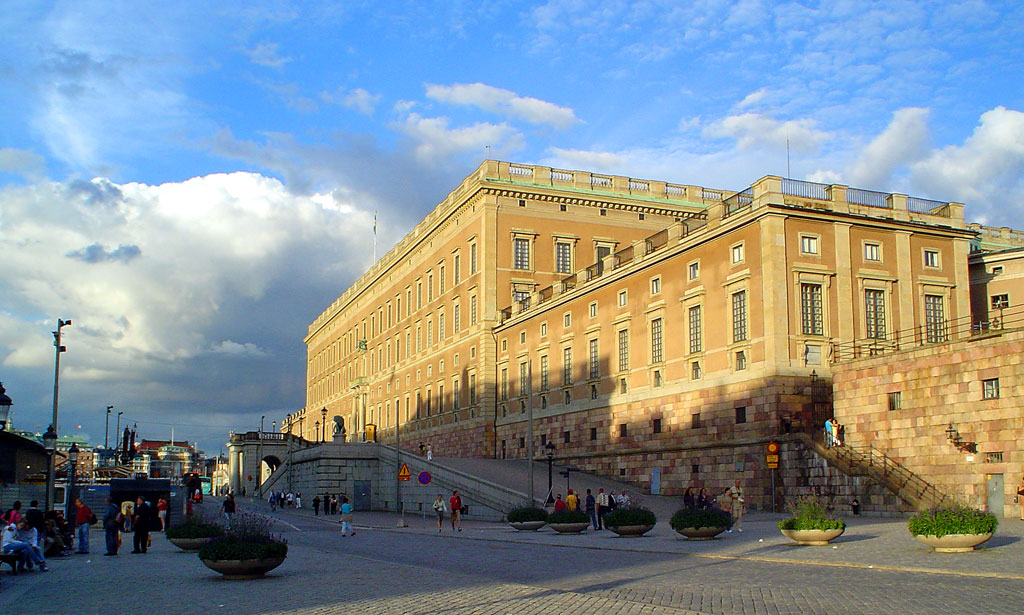
A Palota

## Történelem
Az első épület ezen a helyen egy erődítmény volt, amelyet Birger jarl épített a 13. században, azért, hogy a Mälaren-tavat megvédje a Balti-tenger felől jövő támadásoktól. Az erőd palotává nőtte ki magát. A három tornya után Tre Kronor-nak (Három Korona) nevezték. A 16. század második felében III. János az erődöt a reneszánsz kori divat szerint alakította át. 1690-ben átépítették barokk stílusban. 
1697. május 7-én egy tűzvész következtében a palota porrá égett. Az új palota megépítését 1697-ben if. Nicodemus Tessin építészre bízták. A külső udvart 1734-ben fejezték be, a palota templomát pedig az 1740-es években. 1754-re a királyi család újra beköltözhetett. Az északnyugati szárnyát 1760-ban fejezték be.
A Lejonbacken (Oroszlán-domb) 1824 és 1830 között épült. A név az oroszlán szobrokra utal, amelyek a domb oldalán állnak.

## Külső
A palota téglából épült. A tetőt rézzel borították és egy kőpárkány szegélyezi, amely az egész épület körül végigmegy.
A palotának 609 szobája van négy irányban: nyugat, dél, kelet és észak. Nyugat-kelet irányban a homlokzat 115 méter hosszú, észak–dél irányban pedig 120 méter. 

## Belső

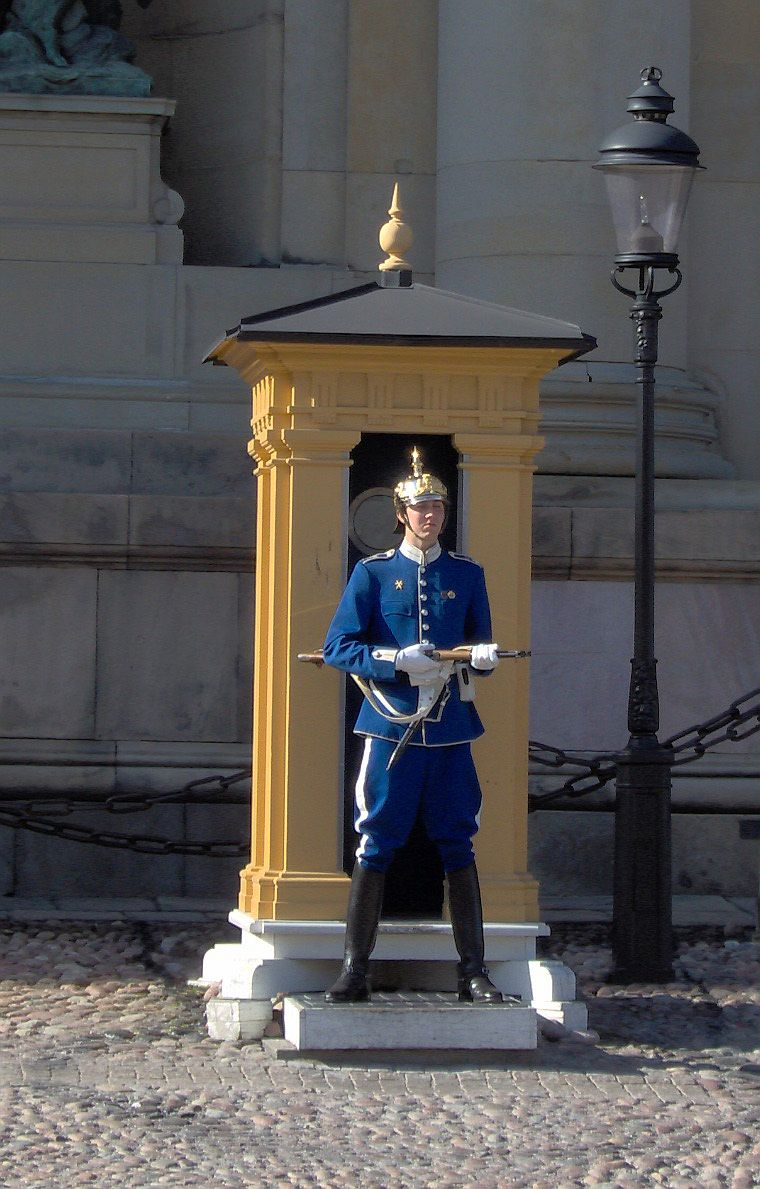

### A nyugati szárny
Két lépcső visz fel a vendégszobákba. Ebben a szárnyban vannak a Rendek Szobái is.

### A keleti szárny
Itt található a Livrustkammaren, amelyben a régi fegyverek és egyenruhák vannak.

### Az északi szárny
Ebben a szárnyban vannak a király és királynő szobái. Ugyancsak itt van a Vita Havet (A fehér tenger) bálterem valamint XI. Károly galériája. A földszinten vannak a kiállítások, alattuk a Tre Kronor múzeum, fölöttük pedig a Konseljrummet (A tanácsterem).

### A déli szárny
Itt van a palota temploma, ez alatt a Skattkamaren (A kincstár) amely a svéd koronakincseket tartalmazza.

### Az északkeleti szárny
Itt található III. Gusztáv antikmúzeuma (olasz szobrok).

## Högvakten(Az őrség)
A palotát 24 órán át a Högvakten őrzi, amelyet a svéd katonaságból toboroznak. Az őrségváltás minden délben van.

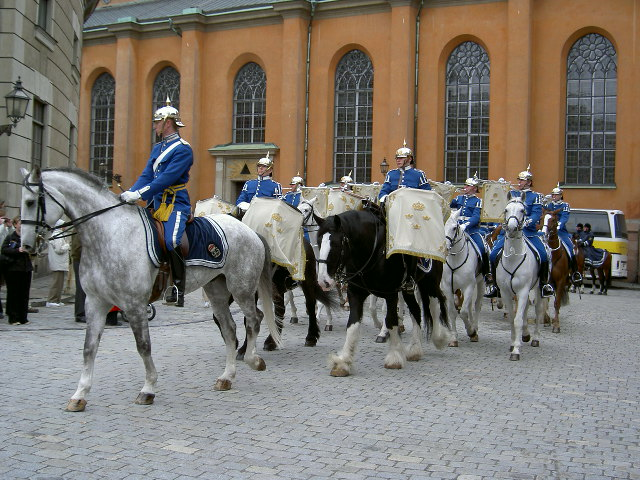
Örségváltás a királyi palotánál

## Külső hivatkozások
- A királyi palota – Hivatalos honlap

1. ↑  https://sfv.se/en/fastigheter/sverige/stockholms-lan-ab/slott/stockholms-slott2/the-royal-palace/ (angol nyelven)